# Bedmar y Garcíez
Bedmar y Garcíez – gmina w Hiszpanii, w prowincji Jaén, w Andaluzji, o powierzchni 118,8 km². W 2011 roku gmina liczyła 3051 mieszkańców.